# Okołodziec
Okołodziec – dawna wieś. Tereny na których leżała znajdują się obecnie na Białorusi, w obwodzie mińskim, w rejonie miadzielskim, w sielsowiecie Miadzioł.

## Historia
W czasach zaborów zaścianek w granicach Imperium Rosyjskiego.
W dwudziestoleciu międzywojennym zaścianek a następnie wieś leżała w Polsce, w województwie wileńskim, w powiecie duniłowickim (od 1926 postawskim), w gminie Miadzioł a następnie w gminie Żośna.
Według Powszechnego Spisu Ludności z 1921 roku zamieszkiwały tu 32 osoby, 1 była wyznania rzymskokatolickiego a 31 prawosławnego. Jednocześnie 5 mieszkańców zadeklarowało polską a 27 białoruską przynależność narodową. Było tu 8 budynków mieszkalnych. W 1931 w 9 domach zamieszkiwało 45 osób.
Wierni należeli do parafii rzymskokatolickiej w m. Wesołucha i prawosławnej w m. Stare Haby. Miejscowość podlegała pod Sąd Grodzki w Miadziole i Okręgowy w Wilnie; właściwy urząd pocztowy mieścił się w Słobodzie Żośniańskiej.